# El perro verde
El perro verde va ser un programa de televisió, el primer per a aquest mitjà del periodista Jesús Quintero. Es va emetre des de Sevilla durant 1988 en TVE.
Les preguntes o comentaris del conductor eren mínims, gairebé inexistents; sempre parlaven les visites, personatges de la política, la ciència, l'art i la cultura, gent de poble i persones que tenien una cosa interessant que dir.
Un dels moments més recordats del programa, i per tant, de la carrera professional del presentador, va ser l'entrevista al convicte Rafael Escobedo, condemnat pel crim dels Marquesos d'Urquijo, uns dies abans del seu suïcidi, entrevista en la qual va continuar mantenint la seva innocència.
Va encarregar comprar un gos de raça golden retriever anomenat "calma de valle negro"; es tractava d'un gos blanc i llanut, molt jove però tranquil que es quedava quiet, tirat al pis del plató al costat d'ell, una cosa sorprenent per als professionals del mitjà ja que no era normal que un gos que no havia estat entrenat per a això es comportés d'aquella forma. La càmera a vegades el prenia per a enriquir les imatges en la intervenció del periodista i el seu entrevistat o entrevistada. Un il·luminador va dirigir un feix de llum verd sobre l'animal, la qual cosa va donar més varietat i estètica a la imatge. El programa, abans que es decidís incorporar al gos, es va dir des del seu inici "el perro verde" per allò de: eres más raro que un perro verde.